# Franz Palm
Franz Palm (Eupen-Malmedy, 15 mei 1948) is een Belgisch econoom en hoogleraar econometrie aan de Maastricht School of Business and Economics (voorheen Faculteit der Economische Wetenschappen en Bedrijfskunde) van de Universiteit Maastricht.

## Biografische schets
Franz Palm groeide meertalig op in het Duitstalige Oost-België en behaalde zijn licentiaat en doctoraat in de economie/econometrie aan de Université catholique de Louvain (UCL), destijds nog te Leuven gevestigd.
Palm begon zijn onderzoekloopbaan bij het CORE in Louvain-la-Neuve (UCL) in 1971-1972 en werkte van 1972-1974 aan de Universiteit van Chicago, waar hij samenwerkte met Arnold Zellner. In 1974 promoveerde hij aan de UCL op het proefschrift Time Series Analysis and Simultaneous Equation Systems with Macroeconomic Applications. In hetzelfde jaar verscheen het artikel 'Time Series Analysis and Simultaneous Equation Econometric Models', dat hij samen met Zellner publiceerde in de Journal of Econometrics, wellicht zijn belangrijkste bijdrage aan de econometrie. Zijn onderzoek bleef zich daarna richten op tijdreeks- en paneldatamodellen. Hij paste deze technieken vooral toe op de terreinen van financiële markten en innovatiegedrag van bedrijven.
Vanaf 1977 was hij werkzaam aan de Vrije Universiteit Amsterdam, waar hij van 1980 tot 1985 hoogleraar was. In 1985 werd hij benoemd als hoogleraar in Maastricht. Franz Palm is driemaal decaan geweest van de Faculteit der Economische Wetenschappen en Bedrijfskunde in Maastricht en heeft daarmee een duidelijk stempel gezet op het karakter van deze faculteit. Palm was daarnaast gastprofessor aan de UCL en de Universiteit van Chicago.
In 2010 publiceerde hij, samen met Bertrand Candelon, een artikel in De Economist, waarin hij uiteenzette dat de crisis rondom de Griekse overheidsfinanciën onvermijdelijk was en een onhoudbaar probleem voor de EU zou zijn.

### Nevenfuncties, eerbewijzen
Palm is mede-uitgever van het Journal of Econometrics en het Journal of Empirical Finance, dat hij in 1993 met vier collega's oprichtte. In het verleden was hij tevens hoofduitgever van De Economist en mede-uitgever van het Journal of Business and Economic Statistics en het European Economic Review. Palm is lid van de American Statistical Association en het Center for Economic Studies/IFO. In 2005 werd hij door de Koninklijke Nederlandse Akademie van Wetenschappen (KNAW) benoemd tot Akademiehoogleraar. In 2013 werd hij lid van de hogeschoolraad van de FH Aachen – University of Applied Sciences.
Hij ontving een eredoctoraat van de Zwitserse Universiteit van Fribourg in 2009. In 2015 werd hij benoemd tot ridder in de Orde van de Nederlandse Leeuw. In 2017 werd de collegezaal van de Maastrichtse School of Business and Economics omgedoopt tot 'Franz Palm Lecture Hall'. Tegelijkertijd werd in de zaal een kunstwerk van de Belgische kunstenaar Fred Eerdekens onthuld, waarin het woord Unpredictable te ontwaren is, afhankelijk van de kijkhoek. Het kunstwerk verwijst daarmee naar het werk van professor Palm.